# Piotr Lebiedziński

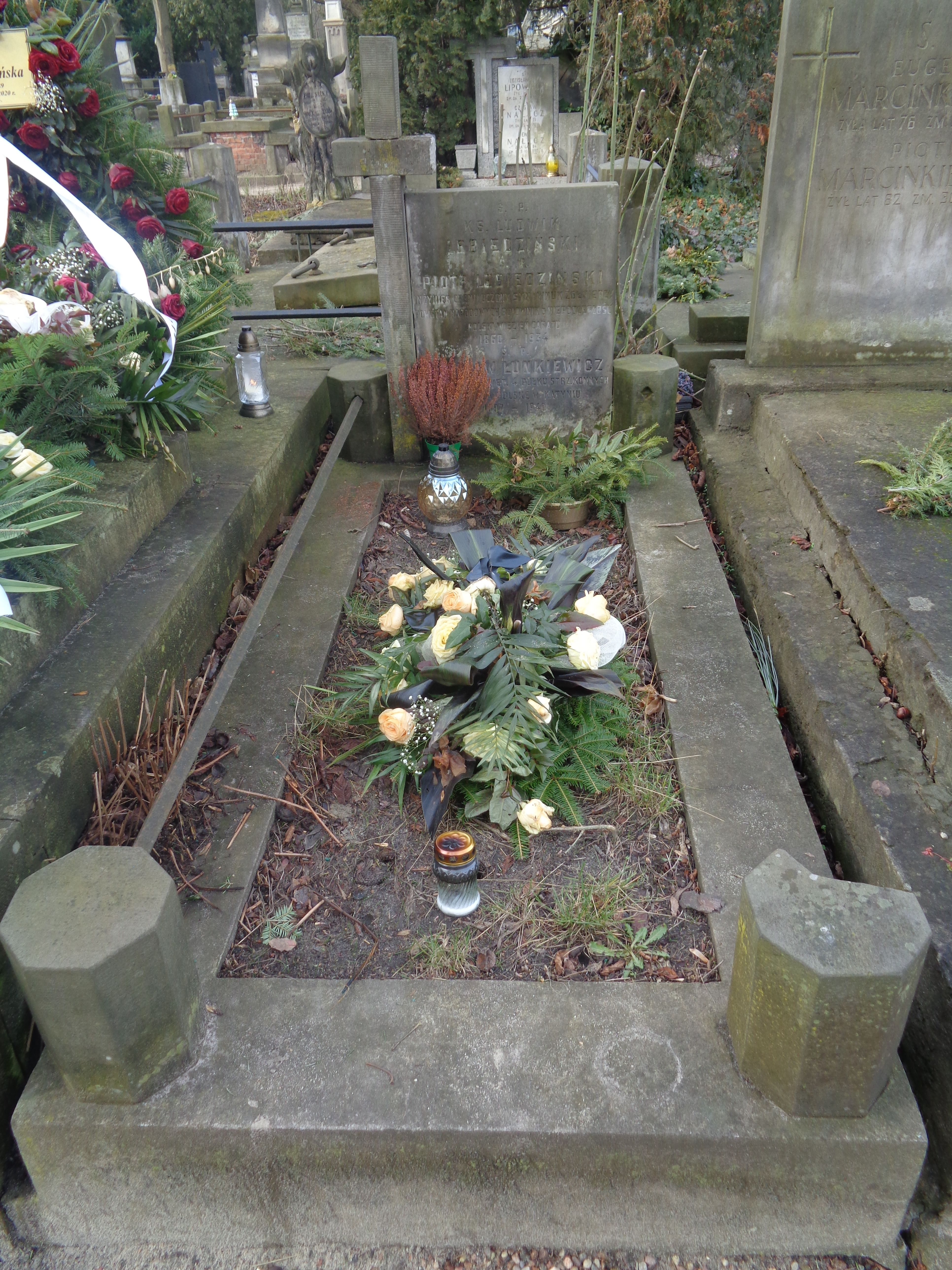
Grób Piotra Lebiedzińskiego na warszawskich Starych Powązkach

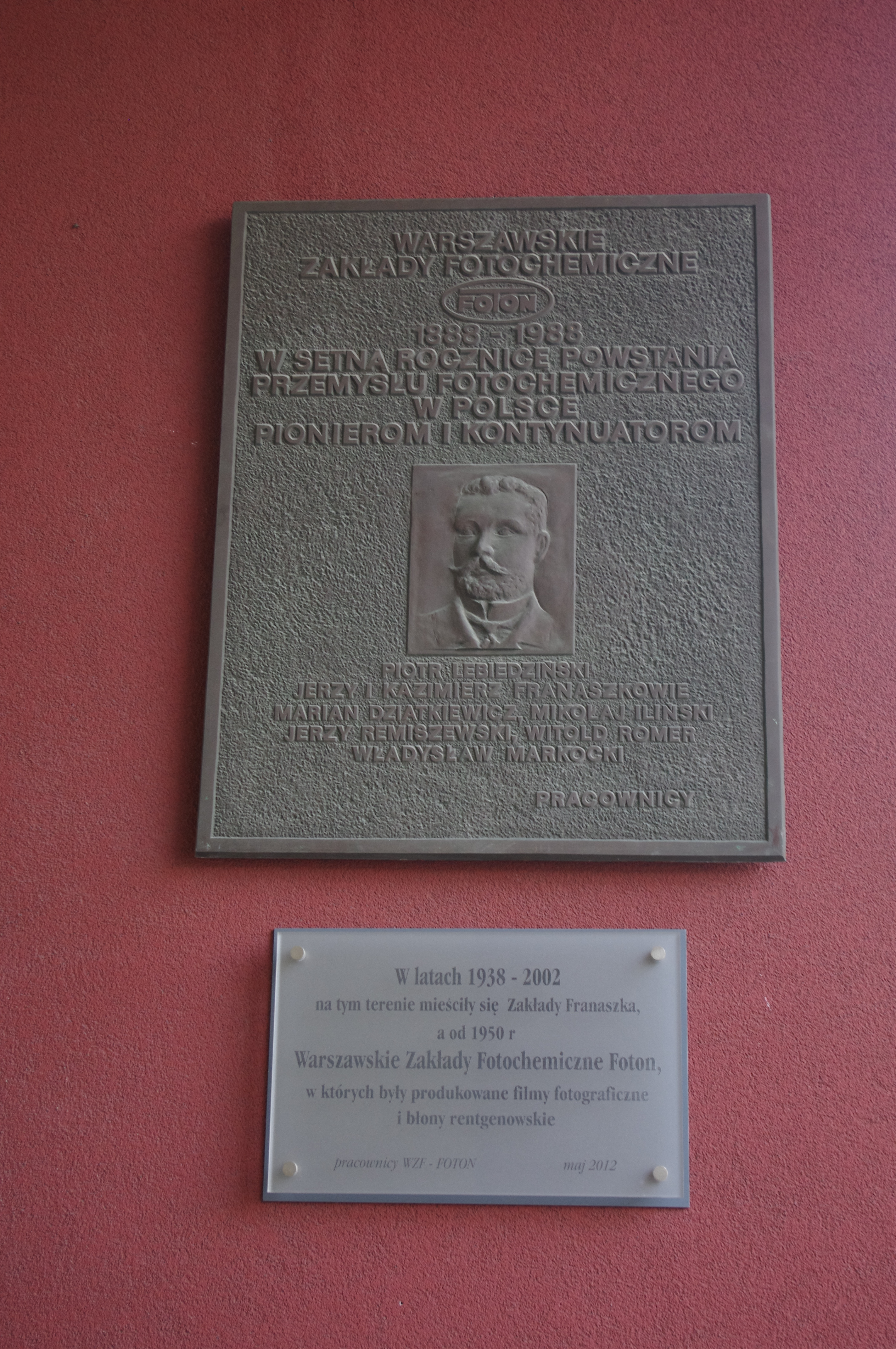
Tablica upamiętniająca polskich pionierów przemysłu fotograficznego: Piotra Lebiedzińskiego, Jerzego i Kazimierza Franaszków, Mariana Dziatkiewicza, Mikołaja Ilińskiego, Jerzego Rembiszewskiego, Witolda Romera i Władysława Markockiego na budynku dawnych zakładów „Foton” przy ul. Wolskiej 43 w Warszawie oraz tablica upamiętniająca istnienie Zakładów Fotochemicznych „Foton”.

Piotr Lebiedziński (ur. 1860 w Sokółce, zm. 30 stycznia 1934 w Warszawie) – polski inżynier, chemik, przedsiębiorca, wynalazca i konstruktor w dziedzinie fotografii oraz filmu. Pionier światowej oraz polskiej kinematografii, a także polskiego przemysłu fotochemicznego. Członek założyciel Towarzystwa Fotograficznego Warszawskiego. Członek honorowy Polskiego Towarzystwa Fotograficznego.

## Życiorys
Urodził się w 1860 roku w Sokółce, mieście znajdującym się wówczas pod zaborem rosyjskim. Ukończył studia chemiczne w Petersburgu, po czym przeprowadził się do Warszawy. Od czasów studenckich interesował się fotografią. Sam chętnie robił zdjęcia, brał udział w wystawach fotograficznych .
W 1896 roku niemal równocześnie z dr. Edmundem Biernackim wykonywał pierwsze w Polsce zdjęcia przy pomocy promieni Roentgena. Organizował na ten temat pierwsze w Polsce publiczne odczyty oraz pokazy.
Był przedsiębiorcą; początkowo właścicielem sklepu z materiałami fotograficznymi znajdującego się przy Krakowskim Przedmieściu 65 w Warszawie. Później otworzył kolejny sklep firmowy przy Marszałkowskiej 99. Stale rozszerzał ofertę i był pierwszym w Polsce sprzedawcą aparatów kinematograficznych oraz materiałów eksploatacyjnych do nich.
W 1888 roku założył pierwszą w kraju wytwórnię papierów fotograficznych, którą rozwinął do małej fabryki zlokalizowanej na warszawskiej Pradze. Produkowała ona materiały światłoczułe oraz aparaty fotograficzne . Firma słynęła w Europie przede wszystkim z wyrabiania dobrej jakości papieru fotograficznego, który eksportowano do Berlina, Wiednia, Paryża i Londynu. Fabryka produkowała również aparaty fotograficzne – od 1896 roku aparat „Chicago” na format 9 × 12 cm, a od 1900 roku aparat do stereoskopii „Diops”. W 1901 roku otrzymał złoty medal w dziedzinie wyrobów przemysłu fotograficznego eksponowanych przy okazji I wystawy fotografii artystycznej w Warszawie.
Fabryka Lebiedzińskiego w 1933 roku przekształciła się w spółkę z o.o., przyjmując nazwę „Foton”. Funkcjonowała ona po śmierci wynalazcy do 1940 roku, kiedy to została zlikwidowana przez niemiecką administrację Generalnego Gubernatorstwa. Po wojnie tradycje oraz nazwę fabryki Lebiedzińskiego przyjęły Warszawskie Zakłady Fotochemiczne „Foton”.
Pochowany na Starych Powązkach w Warszawie (kwatera 29 wprost-3-11).

## Działalność społeczna i publicystyczna
Działał w ówczesnym Towarzystwie Fotograficznym Warszawskim - późniejszym (od 1907) Polskim Towarzystwie Miłośników Fotografii, pełniąc w nim w latach 1903–1906 i 1913–14 funkcję członka Komisji Rewizyjnej. Zajmował się również działalnością publicystyczną w zakresie techniki fotograficznej i fotochemii. Wraz z Janem Heurichem, Stanisławem Szalayem i Janem Jaroszyńskim współredagował miesięcznik „Fotograf Warszawski”. W 1932 roku został członkiem honorowym Polskiego Towarzystwa Fotograficznego.

## Wynalazczość
Miał wszechstronne zainteresowania techniczne i naukowe. Podejmował prace nad udoskonaleniem gramofonu, konstruowaniem membran dźwiękowych, nagrywaniem płyt gramofonowych; zajmował się także studiowaniem konstrukcji łodzi podwodnych oraz samolotów.
Największe osiągnięcia zdobył jednak na polu fotografii oraz filmu. Był pionierem polskiej kinematografii. Od 1893 roku interesował się zagadnieniem tzw. „żywej fotografii”, której rozwój zapoczątkował powstanie filmu. Technika ta polegała na robieniu serii zdjęć oraz ich projekcji z odbitek wykonanych z negatywów, w wyniku czego powstawał obraz przedstawiający płynny ruch. W 1895 roku we współpracy z Janem oraz Józefem Popławskimi zbudował w tym celu specjalne urządzenie nazywane „kinematografem Lebiedzińskiego”. Urządzenie było połączeniem kamery pozwalającej na rejestrację 14 klatek na sekundę (po 5 na kliszy) oraz aparatu projekcyjnego wyświetlającego ruchomy obraz. Był on rejestrowany i emitowany z wykorzystaniem serii szklanych klisz, a nie z celuloidowej taśmy filmowej. Na przełomie lat 1895–1896 zarejestrowane zostały tą techniką dwa krótkometrażowe, komediowe, fabularyzowane „filmy” z udziałem aktorów warszawskich teatrów ogródkowych, m.in. Natalii Konickiej oraz Wacława Szymborskiego.
W 1897 roku z inicjatywy Aleksandra Wasiutyńskiego inżyniera Drogi Żelaznej Warszawsko-Wiedeńskiej skonstruował aparat służący rejestracji odkształceń szyn kolejowych występujących podczas przejazdu pociągu. Aparat zamontowany był na torach i wykonywał zdjęcia szyn uruchamiając się samoczynnie w trakcie przejazdu pociągów .
W 1919 roku wraz z inżynierem Stanisławem Śliwińskim skonstruował „Cykloskop” – projekcyjny aparat kinematograficzny do użytku szkolnego.

### Konstrukcje
- 1895: „Kinematograf Lebiedzińskiego” – kamera i projektor
- 1896: fabryka Lebiedzińskiego rozpoczęła produkcję aparatu „Chicago” w formacie 9 × 12
- 1897: powstało urządzenie do fotochemicznej rejestracji odkształceń szyn kolejowych
- 1900: pierwszy polski aparat stereoskopowy „Diops”
- 1900: aparat fotograficzny „Varsovie”
- 1904: powstało urządzenie do fotografowania ruchu źrenicy oka
- 1906: „głowica dźwiękowa” do rejestracji dźwięku
- 1919: aparat do zdjęć seryjnych „Cykloskop” – projektor dla szkół
- 1926: „migawka optyczna” do projekcyjnych aparatów kinematograficznych

## Parapsychologia
Wraz z Julianem Ochorowiczem zajmował się również parapsychologią. Wśród parapsychologów znany jako badacz zjawiska psychokinezy i ektoplazmy. Od 1920 roku pełnił funkcję kierownika naukowego, a później honorowego prezesa Polskiego Towarzystwa Badań Psychicznych w Warszawie. Brał udział w Międzynarodowych Kongresach Badań Psychicznych w 1921 w Kopenhadze, w 1923 w Warszawie oraz w 1927 w Paryżu. Jego referat otrzymał pierwszą nagrodę na I Międzynarodowym Kongresie Badań Psychicznych w Kopenhadze w 1921 roku. Był Honorowym członkiem Międzynarodowego Instytutu Metapsychicznego z siedzibą w Paryżu.
Na Międzynarodowym Kongresie Badań Psychicznych w Warszawie wygłosił referat pt. L’ideoplastie comme hypothese directrice des etude metapsychiques (pol. O ideoplastii jako hipotezie kierowniczej przy badaniach metapsychicznych), w którym dokonał następującego podziału zjawisk paranormalnych: 1) ideoplastia osobowości - tj. przejawianie się różnych osobowości, stanowiących wytwór psychiki medium, bądź podających się za osoby zmarłe; 2) ideoplastia materii – tj. zjawy ludzkie albo nawet zjawy przedmiotów (np. lewar Crawforda) oraz 3) ideoplastia energii, do której włączył „najpierwotniejsze objawy mediumiczne na tle energetycznym – jak wirujące stoliki, pukania itp. Opierając się na teoretycznych rozważaniach parapsychologicznych Juliana Ochorowicza, Lebiedziński zwracał uwagę, że liczba zjawisk parapsychicznych „jest nieograniczona, bo zależna od wyobraźni i inicjatywy mediów i eksperymentatorów” .